# Aberdeen (Idaho)
Aberdeen város az USA Idaho államában, Bingham megyében. Lakosainak száma 1756 fő (2020. április 1.).

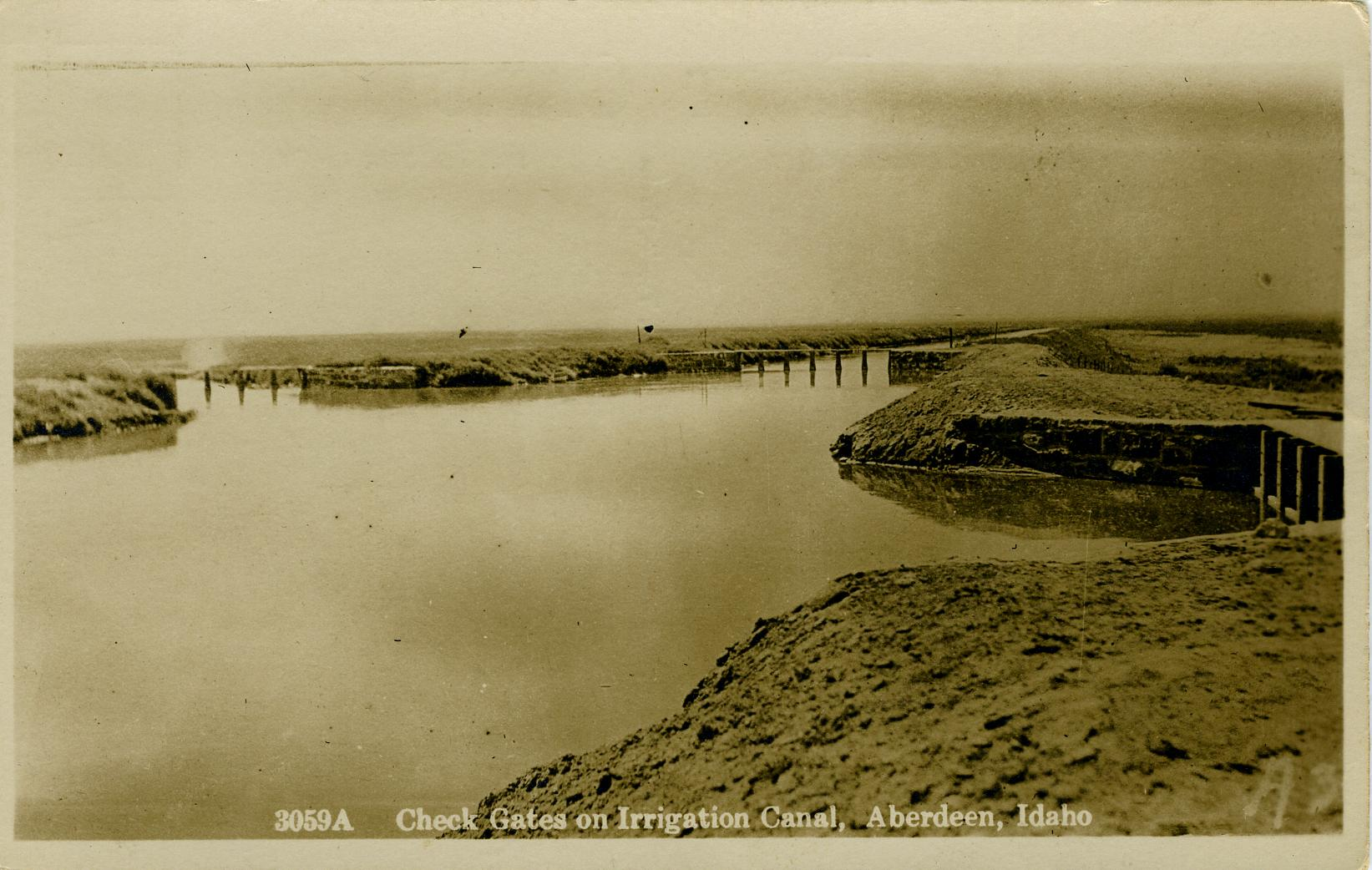
Öntözőcsatornák Aberdeenben (1920 körül)

## Népesség
A település népességének változása:

| 2010 | 1 994 |
| 2020 | 1 756 |